# アントウェルペン州
アントウェルペン州 (アントウェルペンしゅう、オランダ語: provincie Antwerpen) は、ベルギー北部のフランデレン地域に位置する州。州都はアントウェルペン。北側から時計回りにオランダ王国とリンブルフ、フラームス＝ブラバント、オースト＝フランデレンの各州と接する。ベルギー国内でもっとも人口密度が高い州である。

## 基礎自治体
州は3つの行政区からなり、さらに70の基礎自治体に分かれる。
- アントウェルペン行政区
- メヘレン行政区（英語版）
- トゥルンハウト行政区（英語版）

| アントウェルペン行政区: | メヘレン行政区: | トゥルンハウト行政区: |
| - 01. アールツェラール - 02. アントウェルペン - 08. ブーハウト - 10. ボーム (ベルギー) - 12. ボルスベーク - 13. ブラッススガート - 14. ブレヒト - 17. エデゲム - 18. エッセン - 22. ヘーミクセム - 27. ホーフェ - 29. カルムトハウト - 30. カペッレン - 32. コンティフ - 36. リント - 37. マッレ - 42. モルツェル - 43. ニール - 49. ランスト - 53. ルムスト - 54. スヘレ - 55. スヒルデ - 56. スコーテン - 59. - 64. ワインエーゲム - 66. ウォンメルヘム - 67. ウウストウェーゼル - 68. ザンドホーフェン - 69. ズーアーセル - 70. ズウェインドレヒト | - 07. ベルラール - 09. ボンハイデン - 11. ボルネム - 16. デュフェル - 21. ハイスト＝オプ＝デン＝ベルグ - 34. リール (ベルギー)リール - 38. メヘレン - 44. ナイレン - 47. プッテ - 48. プールス - 57. シント＝アマンズ - 58. シント＝カーテライネ＝ワーフェル - 65. ウィッレブルーク | - 03. アレントンク - 04. バールレ＝ヘルトフ - 05. バーレン - 06. ベーアセ - 15. デュッセル - 19. ヘール - 20. グロッベンドンク - 23. ヘーレンタルス - 24. ヘーレントハウト - 25. ヘルセルト - 26. ホーフストラテン - 28. フルスハウト - 31. カステルレー - 33. ラークダル - 35. リール - 39. メールハウト - 40. メルクスプラス - 41. モル - 45. オレン - 46. アウト＝トゥルンハウト - 50. ラフェルス - 51. レティ - 52. レイケヴォルセル - 60. トゥルンハウト - 61. フォルセラール - 62. フォッセラール - 63. ウェスターロ |